# Impacto Acadêmico

O Impacto Acadêmico (United Nations Academic Impact), conhecido também pela sigla UNAI, é uma iniciativa das Nações Unidas para alinhar instituições de ensino superior e de pesquisa com as Nações Unidas e entre as mesmas.

## Introdução
Nas palavras do Secretário-geral das Nações Unidas, 
Ban Ki-moon: 
"O Impacto Acadêmico visa gerar um movimento global de mentes para promover uma nova cultura de responsabilidade social intelectual. O UNAI é motivado pelo compromisso a apoiar certos princípios fundamentais. Entre eles: a liberdade de pesquisa, de opinião e de expressão; oportunidades educacionais para todos; a cidadania global, a sustentabilidade e o diálogo "  
Além disso,o UNAI visa apoiar a realização dos Objetivos de Desenvolvimento do Milênio (ODM), concentrando-se na relação recíproca entre a educação e o desenvolvimento sustentável.   

## Contexto Histórico
A iniciativa foi lançada oficialmente no dia 18 de novembro de 2010 pelo Secretário-geral, Ban Ki-moon, na Sede da Organização das Nações Unidas em Nova York.
Nesta ocasião, ele destacou o propósito do UNAI: 
“Ao compartilhar ideias, além-fronteiras e disciplinas, podemos encontrar soluções para problemas interligados que causam tanto sofrimento. A mudança climática não é apenas uma ameaça ambiental, é um problema que está intimamente ligado a pobreza. A pobreza não tem apenas a ver com o emprego, está diretamente relacionada a segurança alimentar. A segurança alimentar tem impacto sobre a saúde. A saúde afeta as novas gerações. As crianças têm a chave para nosso futuro. E a educação pode trazer progresso em todas estas frentes.” 
Até agora, quase 600 instituições em cerca de 100 países e mais de 40 redes acadêmicas associam-se com à iniciativa.

## Os 10 princípios
O Impacto Acadêmico está baseado num compromisso de apoiar e fazer avançar dez princípios básicos:
1. O compromisso com os princípios fundamentais da Carta das Nações Unidas como valores que a educação procura promover e alcançar;
2. O compromisso com os direitos humanos, entre eles a liberdade de pesquisa, de opinião e de expressão;
3. O compromisso de oferecer uma oportunidade educativa para todas as pessoas, independente de seu gênero, raça, religião ou etnia;
4. O compromisso de oferecer uma oportunidade para que cada indivíduo possa adquirir as habilidades e os conhecimentos necessários para alcançar a educação superior;
5. O compromisso de construir capacidade nos sistemas de educação superior de todo o mundo;
6. O compromisso de encorajar a cidadania global através da educação;
7. O compromisso de promover a paz e a resolução de conflitos pela educação;
8. O compromisso de enfrentar os problemas da pobreza pela educação;
9. O compromisso de promover a sustentabilidade pela educação;
10. O compromisso de promover o diálogo, o entendimento intercultural e o desaparecimento da intolerância através da educação.

## UNAI em ação
Cada instituição participante é esperada a mostrar seu apoio por um dos dez princípios do UNAI através, pelo menos, uma atividade por ano que apoia e promove a realização desse princípio. Exemplos incluem palestras, publicações, atividades online, e sobretudo, eventos que promovem o diálogo intercultural e o intercâmbio internacional de ideias. 
O UNAI já estabeleceu vários canais de comunicação. A fim de entrar em contato e intensificar o diálogo com o mundo acadêmico globalmente, o UNAI usa mídias sociais como Facebook, ou para o público chinês, Sina.
Dez membros do UNAI foram designados pontos centrais para cada um dos princípios:
1. Os princípios fundamentais da Carta das Nações Unidas – J.F. Obernlin University, Japão
2. Os direitos humanos – Benedict College, EUA
3. A oportunidade educativa para todos – Lahore University of Management Science, Paquistão.
4. A oportunidade para alcançar a educação superior – Hadassah College, Israel.
5. A capacidade nos sistemas de educação superior – Handong Global University, República da Coreia.
6. A cidadania global – Lehigh University, EUA
7. A resolução de conflitos – Calcutta University, India
8. A pobreza – University of KwaZulu-Natal, África du Sul.
9. A sustentabilidade – Black Sea University Network, Roménia.
10. O diálogo e o entendimento intercultural, e o desaparecimento da intolerância – Escuela Politécnica Javeriana del Ecuador, Ecuador

## Instituições participantes
Para obter uma lista das instituições participantes, consulte a lista de membros.

## Literatura
Para mais informações consulte a revista UN Chronicle, Vol XLVII, Nr. 3, 2010.